# فوراسپوکن
فوراِسپوکن (به انگلیسی: Forspoken) یک بازی ویدئویی به سبک نقش‌آفرینی اکشن است که توسط لیومینس پروداکشنز توسعه یافته و به‌وسیلهٔ اسکوئر انیکس منتشر شده‌است. این بازی در ۲۴ ژانویه ۲۰۲۳ برای پلی‌استیشن ۵ و مایکروسافت ویندوز منتشر شد.
قهرمان اصلی داستان فِرِی هالند ( با نقش‌آفرینی الا بالینسکا، هنرپیشهٔ بریتانیایی) زنی جوان است که از نیویورک به دنیای فانتزی آتیا منتقل شده و از قدرت‌های جادویی برای بقا در این دنیایی خیالی و یافتن راهی برای بازگشت به خانهٔ خود استفاده می‌کند. شخصیت‌های دیگر شامل همراهان فری همچون کاف (جاناتان کیک)، تانتا لا (جنینا گاوانکار)، آرشیویست جوهدی (کیلا ستل) و آودن (مونیکا باربارو) می‌باشند. بر طبق گفته‌های کارگردان بازی تاکشی آراماکی، روند بازی بر روی سرعت و روان بودن عبور و پیمایش روی زمین و سطوح ناهموار تمرکز دارد.